# Pedunculus (dierkunde)

Lingula met pedunculus

De pedunculus is de steel of voetje die het grootste deel van het lichaam draagt bij ongewervelde dieren, zoals bij de armpotigen of brachiopoden. Het dier hecht zich hiermee vast aan de zeebodem in zachte, modderige segmenten of aan schelpengruis. 